# Cinemagrafía

Un cinemagraph: la hierba en primer plano se mueve ligeramente.

Sutil movimiento en la foto de babuinos en el Zoo de Helsinki

Las cinemagrafías (o cinemagraphs como son conocidos originalmente en inglés) son fotografías en las que ocurre una acción de movimiento menor y repetida.
Se producen tomando una serie de fotografías o grabaciones de vídeo y utilizando un software de edición de imágenes, componiendo las fotografías o fotogramas de vídeo en un archivo GIF animado de tal manera que el movimiento en parte del sujeto expuesto (por ejemplo, pierna colgando de una persona) se percibe como un movimiento repetitivo o continuo.
El término "cinemagraph" fue acuñado por los fotógrafos de EE. UU. Kevin Burg y Jamie Beck, quienes utilizaron la técnica para dar vida a sus fotografías de moda y noticias empezando en principios de 2011.

### Proceso de creación
Los cinemagraphs se crean mediante un programario de edición de imágenes (por ejemplo, Photoshop) y a partir de la grabación de un pequeño clip de vídeo que opcionalmente se puede editar con el software correspondiente (como el Final Cut).
El primer objetivo es seleccionar un frame de este vídeo y decidir qué parte representará la parte fija de la fotografía y qué parte la que tenga movimiento. El siguiente paso es crear la fotografía en movimiento mediante el uso de un software de edición de imágenes, para acabar exportándola en su formato de reproducción final (GIF).
Actualmente y debido a los grandes avances tecnológicos en telefonía móvil, hay algunas aplicaciones (APP), como Cinemagraph Pro o Flixel, que crean automáticamente cinemagraphs a partir del vídeo en el cual previamente se ha seleccionado qué parte se quiere en movimiento y que no. Aun así, el nivel de calidad no llega al de la creación manual.